# Adolf Oberth
Adolf Eduard Oberth (* 29. Dezember 1928 in Mediasch, Siebenbürgen; † 24. Oktober 2007 bei Sacramento, Kalifornien) war ein deutscher siebenbürgischer Chemiker und Erfinder auf dem Gebiet der raketenbezogenen Treibstoffchemie. Er war das jüngste Kind von Hermann Oberth.

## Leben und Wirken
Die Familie von Adolf Oberth zog 1938 nach Wien und 1940 nach Dresden, wo Hermann Oberth eine Forschungsprofessur erhalten hatte. 1943 zogen die Mutter Mathilde und die Schwester Erna nach Feucht bei Nürnberg, wohin ihnen Adolf Oberth nach dem Zweiten Weltkrieg folgte. Dort machte er sein Abitur. Danach studierte er Chemie und wurde 1955 mit der Arbeit Beitrag zum Problem der Sensibilisierung und Übersensibilisierung photographischer Emulsionen an der Technischen Universität München promoviert. Anschließend wurde er zunächst Wissenschaftlicher Assistent an der TU München und ging dann nach La Spezia, Italien, wo er seinen Vater bei der Entwicklung einer Feststoffrakete für die italienische Marine unterstützte. Er entwickelte eine Methode, das Treibstoffgemisch ohne explosionsgefährliche Luftblasen in Formen zu gießen, so dass die bis dahin bestehenden technischen Schwierigkeiten überwunden werden konnten. Seitdem wurde die raketenbezogene Treibstoffchemie sein Spezialgebiet.
Nachdem sein Vater 1955 zu Wernher von Braun nach Huntsville, Alabama, gegangen war, folgte ihm Adolf Oberth im Jahr 1957 in die USA. Er versuchte, eine Anstellung in der Privatwirtschaft zu finden und ging 1960 nach Sacramento zum Unternehmen Aerojet, einem Hersteller von  Raketenantrieben und -treibstoffen. Dort arbeitete er bis zu seiner Pensionierung in der Forschungs- und Entwicklungsabteilung und war auch danach noch als Berater und Gutachter für das Unternehmen tätig.
In der Zeit bei Aerojet schrieb er über 30 Fachveröffentlichungen und das 1986 erschienene Buch Principles of Solid Propellant Development, das als Standardwerk für Feststoffantriebe in der Raketentechnik gilt. Er erhielt 30 Patente für Treibstoffkombinationen und Treibstoffbindemittel für Feststoffraketen. Für seine Leistungen in der Entwicklung von Bindungsstoffen für feste Raketenantriebsmittel wurde er 1985 mit dem „Wyld Propulsion Award“ geehrt, der höchsten Auszeichnung des American Institute of Aeronautics and Astronautics.
Adolf Oberth war ab 1952 mit der Zahntechnikerin Helga geb. Mattejat (1929–1990) verheiratet und hatte mit ihr einen Sohn und zwei Töchter. 2001 heiratete er die russischstämmige Valentina Krymova.
Adolf Oberth verstarb am 24. Oktober 2007 im Alter von 78 Jahren, nachdem er vier Jahre gegen Prostatakrebs gekämpft hatte.

## Auszeichnungen
- 1985: „Wyld Propulsion Award“ des American Institute of Aeronautics and Astronautics

## Schriften
- Beitrag zum Problem der Sensibilisierung und Übersensibilisierung photographischer Emulsionen. Dissertation. Technische Universität München 1955.
- mit Edmund J. Mastrolia: Ambient Temperature Binder Cure Catalysts for Hydroxy Terminated Systems. Ft. Belvoir Defense Technical Information Center, Juli 1971.
- mit Rolf S. Bruenner: Curing System for Carboxy Terminated Polybutadiene Propellants. Ft. Belvoir Defense Technical Information Center, 18. Juni 1974.
- Principles of solid propellant development. Chemical Propulsion Information Agency, Laurel, MD 1987.
- Boris Rauschenbach: Hermann Oberth: 1894–1989. Über die Erde hinaus. Eine Biographie. Mit einem Vorwort von Ernst Stuhlinger. Aus dem Russischen übersetzt und bearbeitet von Erna Roth-Oberth und Adolf Oberth. Böttiger, Wiesbaden 1995, ISBN 3-925725-23-7.